# Рішікеш
Рішікеш (англ. Rishikesh, гінді ऋषिकेश) — місто в передгір'ях Гімалаїв у індійському штаті Уттаракханд. Це священне для індусів місто та важливий центр паломництва. Воно розташоване неподалік від іншого священного міста, Харідвара. Рішікеш є також важливим транспортним центром, через нього проходять більшість подорожей до храмів та центрів паломництва Чар-Дхам, Панч-Кедар, Бадрінатх, Ґанґотрі і Ямунотрі.
Рішікеш лежить на висоті 532 м над рівнем моря і оточений з трьох боків горбистими передгір'ями. Через місто протікає Ганг, тут ще порівняно невеликий і чистий, а вздовж його слюдяних піщаних берегів розташовані численні ашрами. Фактично тут річка виходить з гірських ущелин і починає свій рух по рівнині.